# How Am I Supposed to Live Without You
How Am I Supposed to Live Without You är en sång av Michael Bolton och Doug James. Laura Branigan utgav den som singel den 1 juli 1983 och den finns med på hennes album Branigan 2. Den 14 oktober 1989 utgav Michel Bolton låten som singel och den nådde förstaplatsen på Billboard Hot 100.

## Låtlista
| 1. | How Am I Supposed to Live Without You (Edit) | 4:14 |
| 2. | Forever Eyes                                 | 4:23 |

| 1. | How Am I Supposed to Live Without You             | 4:18 |
| 2. | Forever Eyes                                      | 4:23 |
| 3. | (Sittin' On) The Dock of the Bay (7-inch version) | 4:56 |
| 4. | That's What Love Is All About (Live)              | 4:23 |